# Bashkardi
Södra bashkardi eller bashagerdi, eller helt enkelt "bashkardi", och även känt som det södra "bashaka", är ett sydvästiranskt språk som talas i sydöstra Iran, i provinserna Kerman, Sistan och Baluchestan och Hormozgan. Språket är nära besläktat med garmsiri, larestani och kumzari. Det utgör en övergångsdialektgrupp mot det nordvästiranska språket baluchiska till följd av intensivt arealt kontaktutbyte.
Nordlig bashkardi, eller Marzi Gāl, står närmare sina grannspråk än vad södra bashkardi, eller Molki Gāl, gör, och har klassificerats som en dialekt av det närliggande garmsiri- (bandari-) språket.
De bashkardiska varieteter som talas längre inåt landet behöver inte nödvändigtvis tillhöra varken nordlig eller sydlig bashkardi.